# MÉV 3–8
A MÉV 3–8 a Magyar Északi Vasút (MÉV) szerkocsis személyvonati gőzmozdonymozdonysorozata volt.
A MÉK az osztrák Sigl bécsi és bécsújhelyi gyárától hat mozdonyt rendelt. A gépek az akkori időben megszokottan külső keretesek, külső Stephenson vezérlésűek voltak. A Klein („stanicli”) kéményt később kicserélték egyszerű hengeres öntöttvas kéményre és a személyzet védelmére ablakos vezetőfülkét szereltek fel. Ezen kívül a mozdonyokat ún. amerikai rendszerű hosszú füstszekrénnyel látták el.
Amint a MÉV 1868-ban csődbe ment az állam felvásárolta és az elkészült Zákány-Zágráb vonallal megalakította a Magyar Királyi Államvasutakat. A mozdonyokat először átszámozták 3-8 pályaszámokra, majd a második számozási rendszerben IIa osztályba sorolták őket és az 1101-1106 számokat kapták. 1911-től a harmadik pályaszámrendszer bevezetésével a pályaszámuk a 236 sorozatban 001-005 lett.

## Szerkezete

### Keret és futómű
A Magyar kir. Államvasutak első személyvonati mozdonya 1-B tengelyelrendezésű gőzmozdony elöl egy futó-, mögötte két egymással összekapcsolt nagyobb átmérőjű hajtókerékpárral, amely utóbbiak közül az első a hajtótengely. Mindhárom tengely a mozdony hosszkazánját támasztja alá. Ennek következtében az állókazán a tengelyek mögé, a gőzhengerek és a füstszekrény pedig a tengelyek elé kerültek és elhelyezésüknél fogva, mint "túllógó" tömegek, a mozdony káros mozgásait növelik. A kazánnak, a gőzhengereknek és a tengelyeknek ez az elrendezése az akkori elvek szerint nagyon gyakori volt, mert a merev ágyazású tengelyek miatt a pályaívekbe való könnyebb beállás céljából rövid kerékbázisra törekedtek. A káros mozgásoknak a mozdonyszerkesztők abban az időben egyébként sem tulajdonítottak olyan nagy fontosságot, mert zavaró hatásukat elsősorban nagy mozdonysúly, nagy vonóerő és aránylag nagy sebesség mellett éreztetik. Mindhárom tengely a külső elrendezésű keret két-két 10 mm vastag hegesztett vaslemezből készült hossztartóiba van beágyazva és oldalirányú elmozdulása még a futótengelynek sincsen. Az egész keretszerkezet a tengelynyomások mérséklése céljából könnyűre volt megkonstruálva s összsúlya a kereszttartókkal és merevítésekkel együtt, ütköző- és vonókészülékkel felszerelve alig több 4000 kg-nál. A hossztartók elöli részén nagyméretű keretkivágások vannak, hogy a keret közé benyúló és a hengerekkel egybeöntött tolattyúszekrények felszerelhetők legyenek a keret elején. A keretszerkezetbe beszerelt tengelyágy-tokok a futótengely ágytokjainak kivételével, húzóékekkel utánállíthatók. A keretszerkezet a rajta lévő kazánnal együtt a tengelyekre az ágytokok fölé szerelt lemezes hordrugókkal van ráhelyezve, melyek közül a hajtó- és a kapcsolt tengely hordrugóit súlykiegyenlítés céljából himbával kötötték össze.
A hajtó- és kapcsolt kerékpárok átmérője új állapotban 1598 mm, amely átmérő mellett a mozdony óránként 60 kilométerben megszabott legnagyobb sebessége aránylag kicsinek mondható. A nemzetközi műszaki egyezmények szerint ugyanis hasonló szerkezetű egy futó-tengelyes lokomotívok két kapcsolt tengellyel percenként 240 fordulattal járhatnak, ami a fenti kerékátmérő mellett óránként 72 km sebességnek felelne meg. Tekintettel a keret külső elrendezésére a főtengelyekre ékkel biztosított Hall-rendszerű forgattyúkat szereltek, amelyeket a 19. század hatvan-hetvenes éveiben a mozdonyszerkesztők külső kereteknél előszeretettel alkalmaztak.

## Kazán
Az állókazán Crampton-rendszerű. A hosszirányú mennyezettartók a tűzszekrény-mennyezet tisztíthatóságát – különösen kemény hazai tápvizeink mellett – lényegesen megnehezítik. A tűzszekrény vörösrézből készült. A mozdony kazánjának engedélyezett gőznyomása mindössze 6,5 atm. Ez a szokatlanul kicsi kazánnyomás a gépezet gazdaságos működését károsan befolyásolja és a gőzfogyasztást lóerőóránként erősen megnöveli. Az álló- és hosszkazán 12 mm-es hegesztett vaslemezekből készült. Az utóbbi legnagyobb átmérője 1270 mm. A tűzrostély felülete 1,29 m². Az állókazán fedele félhenger alakú és simán csatlakozik a hosszkazánhoz. A hosszkazánhoz csatlakozó füstszekrény eredetileg rövid volt, melyben csak a változtatható kifúvót, a be és kiömlő csöveket, a segédfúvót és a füstszekrény locsolót helyezték el. A rövid füstszekrénnyel összhangban a szikraszórás megakadályozása céljából a mozdonyt Klein-féle kéménnyel szállították. Később a füstszekrényt egy előrenyúló szekrénytoldattal amerikai rendszerűvé alakították át, sík-szitás szikrafogó berendezéssel, amikor az eredeti kéményt is egyszerű hengeres öntöttvas kéménnyel cserélték. A hamuládának fenékcsappantyúi nincsenek, csupán a tűz élesztésére szolgáló levegőt szabályzó légcsappantyúkkal szerelték fel. Az elégett tüzelőanyag maradványát ennélfogva a hamuládából hamukotróval és a salakot a tűzrostélyról salaklapáttal kellett eltávolítani.

## Gépezet
A mozdony gépezetéhez két darab egyszeres expanziójú ikerhenger tartozik, amelyek gőzelosztását egy-egy nyitott rudazatos Stephenson-rendszerű vezérmű vezérli. A gőzhengerek átmérője 395 mm, dugattyúinak lökete 632 mm. A gőzhengereket a mozdony keretének két oldalán, azok elejére, kívülről vízszintesen a futó-kerékpár elé szerelték, míg a hozzájuk tartozó tolattyúszekrények a tolattyúkat mozgató vezérművel együtt a keretek között vannak. A vezérműhöz tartozó összes gépezeti alkatrészeket, mint az excentereket, excenterrudakat, kulisszaíveket, ívköveket, tolattyúrúd hosszabbítókat, vezetékeket stb. a keretek közé helyezték. A vezérmű átkormányzása kormányemeltyűvel történik. A hajtómechanizmus acélból, a vezérmű alkatrészek kovácsolt vasból és a vezérmű csapszegek edzett acélból készültek. A kengyeles hajtórudak és zártfejű kapcsolórudak keresztszelvénye, tekintettel az aránylag kis igénybevételekre, egyszerű négyszög alakú.
A Magyar kir. Államvasutak itt ismertetett első személyszállító lokomotívja aránylag kis teljesítményű gőzmozdony, melynek tapadósúlyából számított vonóereje 3803 kg míg a gépezeti vonóerő 2406 kg. A gépezeti vonóerő a tapadásból származó vonóerőhöz viszonyítva rendkívül kicsiny A gőztermelő fűtőfelület igénybevétele óránként alig 30 kg/m2, ami szintén azt bizonyítja, hogy a kazán közvetett fűtőfelülete túl van méretezve. A salgótarjáni aknaszénnel és 500 kg/óra rostély igénybevétellel elérhető kazánteljesítmény kb. 215 lóerő, A sziléziai szénmedence jobb minőségű, kb. 6700 kalóriás, tüzelőanyagával ez a teljesítmény 300 lóerőig fokozható.

## Szerkocsi
A mozdonyokhoz háromtengelyű szerkocsi tartozik, melyek önsúlya üresen 11,57 tonna és szélső tengelyeinek távolsága 3,160 méter. A szerkocsik 8,9 m³ tüzelőanyaggal és 8,4 m³ vízzel szerelhetők ki, mellyel együtt összesen 27,0 tonnát nyomnak.